# Fata craiului din cetini
Fata craiului din cetini este o poezie scrisă de George Coșbuc.  Apare în 1886 în colecția „Biblioteca poporală a Tribunei“ sub formă de plachete.